# Бороган, Ирина Петровна
Ири́на Петро́вна Борога́н (род. 9 сентября 1974, Москва) — российская журналисткa, работающая в жанре журналистского расследования, заместитель главного редактора сайта agentura.ru.

## Биография
Ирина Бороган началa свою журналистскую карьеру в 1996 году в качестве корреспондента газеты «Сегодня». В 1999 году освещала операцию НАТО в Югославии, землетрясение на Тайване, ситуацию в лагерях чеченских беженцев в Ингушетии во время Второй Чеченской войны. В мае-ноябре 2000 года была специальным корреспондентом отдела политики газеты «Известия». Вела темы криминала и правоохранительных органов. В 2002—2004 годах была корреспондентом газеты «Версия» (еженедельная газета). Писала о захвате заложников в театральном центре на Дубровке. В 2004 году присоединилась к еженедельнику «Московские новости» и написала о захвате заложников в бесланской школе № 1. С января 2006 года по ноябрь 2008 года работала в «Новой газете», писала, в частности, о Ливанской войне 2006 года и о ситуации на Западном Берегу реки Иордан и в Секторе Газа (Палестины). Также регулярно комментировала сообщения о терроризме для «Moscow Times» и с 2010 года пишет для Foreign Policy и Foreign Affairs.
Вместе с Андреем Солдатовым была соучредителем проекта Agentura.Ru. В соавторстве с Солдатовым выпустила книгу «Новое дворянство. Очерки истории ФСБ» (английское издание 2010, российское 2012), которая рядом рецензентов характеризуется как основательная и заслуживающая доверия. В дальнейшем книга вышла также во Франции, Эстонии, Финляндии и Китае.
В сентябре 2015 года издательство PublicAffairs (Perseus Group) опубликовало книгу Андрея Солдатова и Ирины Бороган The Red Web: The Struggle Between Russia's Digital Dictators and the New Online Revolutionaries. В 2016 году книга вышла на русском языке под названием «Битва за Рунет: Как власть манипулирует информацией и следит за каждым из нас».
В 2021 году у Солдатова и Бороган вышла книга «Свои среди чужих» об отношениях политических эмигрантов и Кремля.

## Премии и награды
В 2017 году вместе с Андреем Солдатовым стала лауреатом публицистической премии «ЛибМиссия» в номинации «Аналитика» за самую удачную книгу о текущем общественно-политическом процессе — «за книгу "Битва за Рунет: Как власть манипулирует информацией и следит за каждым из нас"».

## Книги
- Солдатов А. А., Бороган И. П. Новые игры патриотов. Спецслужбы меняют кожу. 1991—2004. — М.: Эксмо, Яуза, 2004. — 364 с. — (Тайная война). — 4000 экз. — ISBN 5-699-08730-3.
- Soldatov A. A., Borogan I. P. The New Nobility: The Restoration of Russia's Security State and the Enduring Legacy of the KGB[англ.]. — New York: Public Affairs, Perseus Books Group, 2010. (на русском языке — Солдатов А. А., Бороган И. П. Новое дворянство. Очерки истории ФСБ = The New Nobility: The Restoration of Russia's Security State and the Enduring Legasy of the KGB. — Альпина Бизнес Букс, 2012. — 320 с. — 3000 экз. — ISBN 978-5-91657-439-5. и Солдатов А. А., Бороган И. П. Новое дворянство. Очерки истории ФСБ / Пер. О. Литвинова. — М.: Юнайтед Пресс. — 304 с. — 5000 экз. — ISBN 978-5-4295-0023-2.)
- Soldatov A. A., Borogan I. P. The Red Web: The Struggle Between Russia's Digital Dictators and the New Online Revolutionaries[англ.]. — New York: Public Affairs, 2015. — ISBN 978-1-61039-573-1.
- Солдатов А. А., Бороган И. П. Битва за Рунет. Как власть манипулирует информацией и следит за каждым из нас. — М.: Альпина Паблишер, 2016. — 342 с. — 500 экз. — ISBN 978-5-9614-5980-7.
- Андрей Солдатов, Ирина Бороган. Свои среди чужих. Политические эмигранты и Кремль: Соотечественники, агенты и враги режима. — М.: Альпина Паблишер, 2021. — 372 p. — ISBN 978-5-9614-3849-9.